# فيرنون إليس
فيرنون إليس (بالإنجليزية: Vernon Ellis)‏ هو مدير بريطاني، ولد في 1 يوليو 1947.